# Arshi Pipa
Arshi Pipa (Scutari, 28 luglio 1920 – 20 luglio 1997) è stato un filosofo, scrittore, poeta e critico letterario albanese-statunitense.

## Biografia
Arshi Pipa nacque il 28 luglio 1920 a Scutari e vi frequentò la scuola fino al 1938. Pipa conseguì la laurea in filosofia presso l'Università di Firenze nel 1942. Dopo aver completato gli studi fu insegnante di lingua italiana in diverse scuole in Albania.
Fu imprigionato per dieci anni (1946-1956) nell'Albania comunista  perché si oppose al regime con la sua recitazione di un verso della "Canzone della pulce" di Goethe che si trova in una traduzione del Faust. Dopo essere stato scarcerato (la sua condanna originale di 20 anni fu ridotta a 10 dopo l'amnistia) fuggì in Jugoslavia e visse a Sarajevo nel periodo 1957-1959. Nel 1959 emigrò negli Stati Uniti dove insegnò all'Adelphi College, alla Georgetown University, alla Columbia University e alla UC di Berkeley. Successivamente, dal 1966 al 1989, fu professore di letteratura italiana presso il Dipartimento di Lingue romanze dell'Università del Minnesota.
Pipa morì a Washington D.C. il 20 luglio 1997.

## Opere
La prima poesia composta da Pipa alla fine del 1930, Lundërtarë [Marinai], fu pubblicata a Tirana nel 1944. Quando era in prigione concepì e poi effettivamente scrisse alcune parti della sua più nota raccolta di poesie, Libri i burgut [Il Libro del Carcere], pubblicata nel 1959. Il suo poema epico Rusha (1968), composto nel 1955 durante la sua prigionia, descrive l'amore tra albanesi e serbi alla fine del XIV secolo.
Pipa affermò che l'unificazione della lingua albanese fosse sbagliata perché privava la lingua albanese della sua ricchezza a spese del ghego. Definì la lingua letteraria albanese unificata una "mostruosità" prodotta dalla leadership comunista tosca, che conquistò l'Albania settentrionale anticomunista e impose il proprio dialetto albanese tosco ai gheghi.